# Бетона
Бетона (итал. Bettona) је насеље у Италији у округу Перуђа, региону Умбрија.
Према процени из 2011. у насељу је живело 615 становника. Насеље се налази на надморској висини од 348 м.

## Становништво
| 1931. | 1936. | 1951. | 1961. | 1971. | 1981. | 1991. | 2001. | 2011. |
| ----- | ----- | ----- | ----- | ----- | ----- | ----- | ----- | ----- |
| 4.018 | 4.101 | 4.295 | 4.018 | 3.340 | 3.319 | 3.535 | 3.784 | 4.302 |